# Mistrzostwa Świata w Saneczkarstwie 1971
13. Mistrzostwa świata w saneczkarstwie – zawody saneczkarskie, które odbyły się w dniach 30–31 stycznia 1971 we włoskiej miejscowości Olang. Były to pierwsze zorganizowane w tym kraju mistrzostwa świata w saneczkarstwie. Nikomu nie udało się obronić tytułu mistrza świata.
Polacy zdobyli w mistrzostwach brązowy medal, który wywalczyła Barbara Piecha w konkurencji jedynek. 

## Kalendarium zawodów
| Kalendarz MŚ w saneczkarstwie 1971 |        |        |
| Konkurencja                        | Ślizgi | Ślizgi |
| Konkurencja                        | 30.01  | 31.01  |
| Mężczyźni                          |        |        |
| Jedynki                            |        |        |
| Dwójki                             |        |        |
| Kobiety                            |        |        |
| Jedynki                            |        |        |

## Lista uczestniczących reprezentacji
W mistrzostwach świata w saneczkarstwie brały udział 122 osoby (30 kobiet i 92 mężczyzn) z 15 reprezentacji. Najliczniejsze reprezentacje wystawiły: Austria (15 osób), Włochy (15) i NRD (14). Każda reprezentacja mogła wystawić ośmiu mężczyzn i sześć kobiet w konkurencji jedynek oraz cztery pary w konkurencji dwójek. 
| Lp. | Reprezentacja  | (Kobiety / Mężczyźni) – Łącznie |
| 1.  | Austria        | (4 / 11) – 15                   |
| 2.  | Czechosłowacja | (2 / 6) – 8                     |
| 3.  | Francja        | (1 / 5) – 6                     |
| 4.  | Jugosławia     | (0 / 5) – 5                     |
| 5.  | Kanada         | (1 / 5) – 6                     |
| 6.  | Liechtenstein  | (0 / 2) – 2                     |
| 7.  | NRD            | (4 / 10) – 14                   |
| 8.  | Norwegia       | (0 / 3) – 3                     |

| Lp.   | Reprezentacja     | (Kobiety / Mężczyźni) – Łącznie |
| 9.    | Polska            | (6 / 6) – 12                    |
| 10.   | RFN               | (3 / 9) – 12                    |
| 11.   | Stany Zjednoczone | (4 / 8) – 12                    |
| 12.   | Szwajcaria        | (0 / 3) – 3                     |
| 13.   | Szwecja           | (1 / 5) – 6                     |
| 14.   | Wielka Brytania   | (0 / 3) – 3                     |
| 15.   | Włochy            | (4 / 11) – 15                   |
| Razem | Razem             | (30 / 92) – 122                 |

### Reprezentacja Polski
Do mistrzostw świata Polski Związek Sportów Saneczkowych zgłosił 12 osób (6 zawodników i 6 zawodniczek) we wszystkich konkurencjach. 
| Mężczyźni |                      |                 |
| Lp.       | Zawodnik             | Konkurencja     |
| 1.        | Ryszard Gawior       | dwójki          |
| 2.        | Janusz Krawczyk      | jedynki, dwójki |
| 3.        | Lucjan Kudzia        | jedynki, dwójki |
| 4.        | Andrzej Piekoszewski | jedynki         |
| 5.        | Tadeusz Radwan       | jedynki, dwójki |
| 6.        | Andrzej Żyła         | jedynki         |

| Kobiety |                      |             |
| Lp.     | Zawodniczka          | Konkurencja |
| 1.      | Teresa Bugajczyk     | jedynki     |
| 2.      | Halina Kanasz        | jedynki     |
| 3.      | Wiesława Krawczyk    | jedynki     |
| 4.      | Małgorzata Kretowicz | jedynki     |
| 5.      | Wiesława Martyka     | jedynki     |
| 6.      | Barbara Piecha       | jedynki     |

## Obrońcy tytułów
| Mężczyźni   |                              |               |
| Konkurencja | Mistrz świata                | Uwagi         |
| Jedynki     | Josef Fendt                  | nie startował |
| Dwójki      | Manfred Schmid / Ewald Walch | miejsce       |

| Kobiety     |                  |         |
| Konkurencja | Mistrzyni świata | Uwagi   |
| Jedynki     | Barbara Piecha   | miejsce |

## Medaliści
| Konkurencja (liczba startujących)   | Złoto:                                  | Czas    | Srebro:                            | Czas   | Brąz:                              | Czas   |
| Mężczyźni                           |                                         |         |                                    |        |                                    |        |
| Jedynki (83 zaw. z 15 rep.)         | Karl Brunner                            | 3:10,27 | Leonhard Nagenrauft                | + 0,10 | Josef Feistmantl                   | + 0,33 |
| Dwójki (25 par – 50 zaw. z 10 rep.) | Włochy Paul Hildgartner Walter Plaikner | 1:22,29 | Austria Manfred Schmid Ewald Walch | + 0,38 | NRD Horst Hörnlein Reinhard Bredow | + 0,45 |
| Kobiety                             |                                         |         |                                    |        |                                    |        |
| Jedynki (30 zaw. z 10 rep.)         | Elisabeth Demleitner                    | 2:39,29 | Erika Lechner                      | + 0,12 | Barbara Piecha                     | + 0,69 |

## Szczegóły

### Mężczyźni
| Miejsce | Zawodnik             | Narodowość | Czas    |
| złoto   | Karl Brunner         | Włochy     | 3:10,27 |
| srebro  | Leonhard Nagenrauft  | RFN        | + 0,10  |
| brąz    | Josef Feistmantl     | Austria    | + 0,33  |
| 4       | Emil Lechner         | Włochy     | + 0,80  |
| 5       | Leo Atzwanger        | Włochy     | + 0,82  |
| 6       | Sigisfredo Mair      | Włochy     | + 1,18  |
| 7       | Manfred Schmid       | Austria    | + 1,63  |
| 8       | Hans Wimmer          | RFN        | + 1,66  |
| 9       | Lucjan Kudzia        | Polska     | + 1,68  |
| 10      | Walter Plaikner      | Włochy     | + 1,69  |
|         |                      |            |         |
| 12      | Andrzej Piekoszewski | Polska     |         |
| 13      | Andrzej Żyła         | Polska     |         |
| 24      | Janusz Krawczyk      | Polska     |         |

| Miejsce | Zawodnicy                        | Narodowość | Czas    |
| złoto   | Paul Hildgartner Walter Plaikner | Włochy     | 1:22,29 |
| srebro  | Manfred Schmid Ewald Walch       | Austria    | + 0,38  |
| brąz    | Horst Hörnlein Reinhard Bredow   | NRD        | + 0,45  |
| 4       | Sigisfredo Mair Ernesto Mair     | Włochy     | + 0,69  |
| 5       | Lucjan Kudzia Ryszard Gawior     | Polska     | + 0,71  |
| 6       | Tadeusz Radwan Janusz Krawczyk   | Polska     | + 1,09  |
| 7       | Karl Brunner Enrico Graber       | Włochy     | + 1,25  |
| 8       | Hans Brandner Balthasar Schwarm  | RFN        | + 1,36  |
| 9       | Klaus Bonsack Michael Köhler     | NRD        | + 1,41  |
| 10      | Oswald Haller Alfons Obojes      | Austria    | + 1,68  |

| Miejsce | Zawodniczka          | Narodowość | Czas    |
| złoto   | Elisabeth Demleitner | RFN        | 2:39,29 |
| srebro  | Erika Lechner        | Włochy     | + 0,12  |
| brąz    | Barbara Piecha       | Polska     | + 0,69  |
| 4       | Angela Knösel        | NRD        | + 0,95  |
| 5       | Anna-Maria Müller    | NRD        | + 1,13  |
| 6       | Halina Kanasz        | Polska     | + 1,20  |
| 7       | Teresa Bugajczyk     | Polska     | + 1,53  |
| 8       | Christina Schmuck    | RFN        | + 1,92  |
| 9       | Ute Rührold          | NRD        | + 2,07  |
| 10      | Wiesława Martyka     | Polska     | + 2,35  |
|         |                      |            |         |
| 12      | Małgorzata Kretowicz | Polska     |         |
| 19      | Wiesława Krawczyk    | Polska     |         |

## Tabela medalowa
| Tabela medalowa |               |       |        |      |       |
| Miejsce         | Reprezentacja | Złoto | Srebro | Brąz | Razem |
| 1               | Włochy        | 2     | 1      | 0    | 3     |
| 2               | RFN           | 1     | 1      | 0    | 2     |
| 3               | Austria       | 0     | 1      | 1    | 2     |
| 4               | NRD           | 0     | 0      | 1    | 1     |
| 4               | Polska        | 0     | 0      | 1    | 1     |